# Robert Krasker
Robert Krasker (ur. 13 sierpnia 1913 w Perth, zm. 16 sierpnia 1981 w Londynie) – australijski operator filmowy, pracujący przez wiele lat w kinematografii brytyjskiej. Wyjechał do Anglii w 1937 r. Laureat Oscara za najlepsze zdjęcia do filmu Trzeci człowiek (1949) w reżyserii Carola Reeda, z którym Krasker 4-krotnie współpracował.

## Filmografia

### Zdjęcia
W trakcie swej ponad 45-letniej pracy zawodowej współpracował przy realizacji 41 filmów długo- i krótkometrażowych:

- Święty spotyka tygrysa (1941) – reż. Paul L. Stein
- The Gentle Sex (1943) – reż. Leslie Howard
- The Lamp Still Burns (1943) – reż. Maurice Elvey
- Henryk V (1944) – reż. Laurence Olivier
- Cezar i Kleopatra (1945) – reż. Gabriel Pascal
- Spotkanie (1945) – reż. David Lean
- Niepotrzebni mogą odejść (1947) – reż. Carol Reed
- Wuj Silas (1947) – reż. Charles Frank
- Dobry książę Charlie (1948) – reż. Anthony Kimmins
- Trzeci człowiek (1949) – reż. Carol Reed
- The Angel with the Trumpet (1950) – reż. Anthony Bushell
- State Secret (1950) – reż. Sidney Gilliat
- The Wonder Kid (1951) – reż. Karl Hartl
- Płacz, ukochany kraju (1951) – reż. Zoltan Korda
- Another Man's Poison (1951) – reż. Irving Rapper
- Nie pozwól mi odejść (1953) – reż. Delmer Daves
- Bitwa o Maltę (1953) – reż. Brian Desmond Hurst
- Romeo i Julia (1954) – reż. Renato Castellani
- Zmysły (1954) – reż. Luchino Visconti
- Pewna dama (1955) – reż. Terence Young
- Aleksander Wielki (1956) – reż. Robert Rossen
- Trapez (1956) – reż. Carol Reed
- The Rising of the Moon (1957) – reż. John Ford
- The Story of Esther Costello (1957) – reż. David Miller
- Spokojny Amerykanin (1958) – reż. Joseph L. Mankiewicz
- Behind the Mask (1958) – reż. Brian Desmond Hurst
- Lekarz na rozdrożu (1958) – reż. Anthony Asquith
- Libel (1959) – reż. Anthony Asquith
- The Sound of Jazz (1959) – krótkometrażowy
- Betonowa dżungla (1960) – reż. Joseph Losey
- Cyd (1961) – reż. Anthony Mann
- Romanow i Julia (1961) – reż. Peter Ustinov
- Guns of Darkness (1962) – reż. Anthony Asquith
- Billy Budd (1962) – reż. Peter Ustinov
- Człowiek ucieka (1963) – reż. Carol Reed
- Upadek Cesarstwa Rzymskiego (1964) – reż. Anthony Mann
- Bohaterowie Telemarku (1965) – reż. Anthony Mann
- Kolekcjoner (1965) – reż. William Wyler
- Sidła (1966) – reż. Sidney Hayers
- Red (1976) – krótkometrażowy
- Cry Wolf (1980) – krótkometrażowy

## Nagrody i nominacje
- 1951: Oscar za najlepsze zdjęcia do filmu czarno-białego za Trzeci człowiek
- 1954: Nagroda Brytyjskiego Stowarzyszenia Operatorów Filmowych za zdjęcia do filmu Romeo i Julia
- 1961: Nagroda Brytyjskiego Stowarzyszenia Operatorów Filmowych za zdjęcia do filmu Cyd
- 1964: nominacja do Nagrody BAFTA w kategorii: najlepsze zdjęcia do filmu w kolorze za Człowiek ucieka